# Liste der Kulturdenkmäler in Lorsch
Die folgende Liste enthält die in der Denkmaltopographie ausgewiesenen Kulturdenkmäler auf dem Gebiet  der  Stadt Lorsch, Kreis Bergstraße, Hessen.
Hinweis: Die Reihenfolge der Denkmäler in dieser Liste orientiert sich zunächst an Stadtteilen und anschließend der Anschrift, alternativ ist sie auch nach der Bezeichnung, der vom Landesamt für Denkmalpflege vergebenen Nummer oder der Bauzeit sortierbar.
Kulturdenkmäler werden fortlaufend im Denkmalverzeichnis des Landes Hessen durch das Landesamt für Denkmalpflege Hessen auf Basis des Hessischen Denkmalschutzgesetzes (HDSchG) geführt. Die Schutzwürdigkeit eines Kulturdenkmals hängt nicht von der Eintragung in das Denkmalverzeichnis des Landes Hessen oder der Veröffentlichung in der Denkmaltopographie ab.

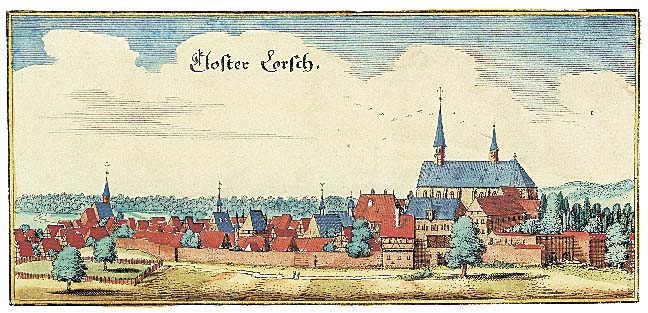
Historische Ansicht des Klosters Lorsch

Die Abtei und das Altenmünster des Klosters Lorsch ist seit 1991 Weltkulturerbe der UNESCO.

## Kulturdenkmäler in Lorsch
| Bild                                  | Bezeichnung                             | Lage | Beschreibung | Bauzeit                         | Objekt-Nr. |
| ------------------------------------- | --------------------------------------- | --- | --- | ------------------------------- | ---------- |
| Bild gesucht BW                       | Gesamtanlage I Ortskern                 | Lage | |                                 | 136181 DDB |
| Gesamtanlage II Alexanderstraße       | Gesamtanlage II Alexanderstraße         | Lage | |                                 | 136182 DDB |
| Wohnhaus                              | Wohnhaus                                | Alexanderstraße 17 LageFlur: 10, Flurstück: 161 | |                                 | 136257 DDB |
| Wohnhaus und Arztpraxis               | Wohnhaus und Arztpraxis                 | Alexanderstraße 21 LageFlur: 10, Flurstück: 157/14 | |                                 | 136258 DDB |
| Wohnhaus, ehemals Fabrikgebäude       | Wohnhaus, ehemals Fabrikgebäude         | Alexanderstraße 24 LageFlur: 10, Flurstück: 168 | |                                 | 136259 DDB |
| Wohnhaus                              | Wohnhaus                                | Alexanderstraße 29 LageFlur: 10, Flurstück: 147 | |                                 | 136261 DDB |
| weitere Bilder                        | Hirtenhaus „Bruchhäusel“                | Am Bruchhäusel LageFlur: 25, Flurstück: 77 | |                                 | 136196 DDB |
| Wohn- und Geschäftshaus               | Wohn- und Geschäftshaus                 | Bahnhofstraße 1 LageFlur: 2, Flurstück: 64/6 | Barockes Bürgerhaus, heute ein Back- und Brauhaus, mit großem Anbau im Hinterhof, der als Zigarrenfabrik genutzt wurde. Der Anbau wurde für ein Terrassen-Cafe abgerissen. | 1711, aufwändiger Umbau ab 2010 | 135976 DDB |
| weitere Bilder                        | Wohnhaus                                | Bahnhofstraße 4 LageFlur: 1, Flurstück: 602/2 | |                                 | 135977 DDB |
| Wohn- und Geschäftshaus               | Wohn- und Geschäftshaus                 | Bahnhofstraße 11 LageFlur: 2, Flurstück: 58/2 | |                                 | 136263 DDB |
| Bankfiliale                           | Bankfiliale                             | Bahnhofstraße 13 LageFlur: 2, Flurstück: 57/6 | |                                 | 135978 DDB |
| weitere Bilder                        | Palais von Hausen                       | Bahnhofstraße 18 LageFlur: 1, Flurstück: 588/1 | 1779 errichtete Sophie von Hausen, die zweite Ehefrau des Oberforstmeisters, an der Stelle des Lorscher Freihofes ein pompöses dreistöckiges Landhaus mit Mitteleingang, Freitreppe, Schmuckbalkon, französischem Mansardendach und einem großen Gewölbekeller. Nach ihrem Tod vererbte sie es ihrem ersten Sohn Emerich Joseph, welcher unverheiratet blieb. Dieser konnte das Haus nur mit Mühe halten und belieh es mit einer Hypothek. Nach dessen Tod wechselten die Besitzer, bis es von 1868 bis 1921 von dem Bensheimer Ludwig Auler als Zigarrenfabrik genutzt wurde. Im Volksmund wird das Palais heute noch „die Aula“ genannt. Danach diente es der Stadt Lorsch als Mehrfamilienhaus, bis es 1978 von einem Bensheimer Fabrikanten komplett saniert wurde. | 1779                            | 135979 DDB |
| weitere Bilder                        | Wohnhaus, Straßenseite                  | Bahnhofstraße 25 LageFlur: 2, Flurstück: 49/2 | |                                 | 135980 DDB |
| weitere Bilder                        | Scheune                                 | Bahnhofstraße 25 LageFlur: 2, Flurstück: 49/2 | |                                 | 135980 DDB |
| Wohnhaus                              | Wohnhaus                                | Bahnhofstraße 30 LageFlur: 1, Flurstück: 477/2 | |                                 | 135981 DDB |
| Wohnhaus                              | Wohnhaus                                | Bahnhofstraße 38 LageFlur: 1, Flurstück: 472/1 | |                                 | 136184 DDB |
| Wohnhaus                              | Wohnhaus                                | Bahnhofstraße 41 LageFlur: 2, Flurstück: 40/3 | |                                 | 135982 DDB |
|                                       |                                         | Bahnhofstraße 48 LageFlur: 1, Flurstück: 464/2 | |                                 | 135983 DDB |
| weitere Bilder                        | Kreuzigungsgruppe                       | Bahnhofstraße (vor Nr. 16) LageFlur: 1, Flurstück: 870/56 | |                                 | 136192 DDB |
|                                       |                                         | Bismarckstraße 20 LageFlur: 10, Flurstück: 143 | |                                 | 136262 DDB |
| Wildhubenstein nahe dem Sachsenbuckel | Grenzsteine                             | Eberacker, Seehof 1, Jägeracker, Im Trieb, Im Sachsenbuckel, Im Lagerfeld, Harzofen, Froschkanzelsee, Erster Erdbeertränker Schlag LageFlur: 17, 36, 37, 39, 40, Flurstück: 21/1, 56, 4, 1, 3, 39/7, 42, 43, 21, 22 | |                                 | 136191 DDB |
| Bild gesucht BW                       | Historische Grabmäler                   | Friedhofstraße 15/17 LageFlur: 3, Flurstück: 155/8 | |                                 | 136201     |
| Bild gesucht BW                       | Alter Friedhof                          | Friedhofstraße 15/17, Lagerhausstraße 16, Lagerhausstraße 30 LageFlur: 3, Flurstück: 155/8, 155/10, 155/14 | |                                 | 136190 DDB |
| Kruzifix                              | Kruzifix                                | Heinrichstraße 2 LageFlur: 10, Flurstück: 256/1 | Wegekreuz, im Steinsockel datiert 1792 |                                 | 136193 DDB |
| weitere Bilder                        | Tabakscheune, Trockenschuppen           | Im Klosterfeld 13 LageFlur: 16, Flurstück: 98/4 | Der Tabakanbau und die Tabakverarbeitung spielten die Hauptrolle im Erwerbsleben der Lorscher. Bereits seit 1670 wurde Tabak angebaut. Wegen des Tabaks hatte Lorsch sogar ein eigenes Zollamt, da Tabak exportiert und ausländischer Tabak zur Zigarrenherstellung eingeführt wurde. In den 1920er Jahren sollen auf einer Anbaufläche von 50 Hektar 200 Pflanzer tätig gewesen sein und insgesamt etwa 800 Menschen vom Tabakanbau gelebt haben. Mehrere kleine Zigarrenfabriken waren in Betrieb und mehrere Großbetriebe der Tabakindustrie hatten Zweigbetriebe in Lorsch. | um 1850                         | 136189 DDB |
| weitere Bilder                        | Anlage Klostergrundriss Altenmünster    | Im Klosterfeld 19, Kloster Altenmünster, Im Klosterfeld 15 LageFlur: 16, Flurstück: 100/1, 98/3 | |                                 | 136183 DDB |
| weitere Bilder                        | Wingertsbergschule                      | Justus-Liebig-Straße 27 LageFlur: 2, Flurstück: 73/30 | |                                 | 136003 DDB |
| weitere Bilder                        | Kriegerdenkmal                          | Kaiser-Wilhelm-Platz (vor Nr. 1) LageFlur: 1, Flurstück: 870/62 | |                                 | 136174 DDB |
| weitere Bilder                        | Ehemaliges Amtsgericht, heute Stadthaus | Kaiser-Wilhelm-Platz 1 LageFlur: 1, Flurstück: 639/2 | Lorsch war seit 1821 Sitz des Landgerichts Lorsch. Dessen funktionaler Nachfolger war 1879 das Amtsgericht Lorsch. Das für dieses errichtete Gebäude diente ihm bis 1934, als das Gericht aufgelöst wurde. Anschließend diente das Gebäude unterschiedlichen Zwecken. 1979 bezog nach umfangreichen Umbauten die Lorscher Stadtverwaltung das jetzt „Stadthaus“ genannte Bauwerk. Der Schöffensaal erinnert noch heute an die ursprüngliche Funktion. | 1879                            | 136171 DDB |
| Wohn- und Geschäftshaus               | Wohn- und Geschäftshaus                 | Kaiser-Wilhelm-Platz 3 LageFlur: 1, Flurstück: 113/1 | |                                 | 135984 DDB |
| Kurmainzer Jägerhaus                  | Kurmainzer Jägerhaus                    | Kaiser-Wilhelm-Platz 6 LageFlur: 2, Flurstück: 108/3 | |                                 | 135985 DDB |
| Wohnhaus                              | Wohnhaus                                | Kirchstraße 2 LageFlur: 10, Flurstück: 175/2 | |                                 | 135986 DDB |
| Wohnhaus                              | Wohnhaus                                | Kirchstraße 4 LageFlur: 10, Flurstück: 173 | |                                 | 135987 DDB |
| Einfriedung                           | Einfriedung                             | Kirchstraße 4 LageFlur: 10, Flurstück: 173 | |                                 | 135987 DDB |
| Wohnhaus                              | Wohnhaus                                | Kirchstraße 18 LageFlur: 1, Flurstück: 413 | |                                 | 135988 DDB |
| weitere Bilder                        | Bahnhof                                 | Lindenstraße 1 LageFlur: 7, Flurstück: 287/44 | Der Bahnhof Lorsch ist die einzig verbliebene Kreuzungsmöglichkeit zwischen Bürstadt und Bensheim. Zugkreuzungen finden jedoch nur noch vereinzelt in den werktäglichen Hauptverkehrszeiten in Lorsch statt. Von 1903 an zweigte hier die Verbindungskurve nach Heppenheim von der Strecke nach Bensheim ab, ehe sie einige Jahrzehnte später wieder stillgelegt wurde. | um 1869                         | 136004 DDB |
| Wohnhaus                              | Wohnhaus                                | Lindenstraße 8 LageFlur: 4, Flurstück: 62/7 | |                                 | 136265 DDB |
| Wohn- und Geschäftshaus               | Wohn- und Geschäftshaus                 | Lindenstraße 10 LageFlur: 4, Flurstück: 62/5 | |                                 | 136266 DDB |
| Wegekreuz                             | Wegekreuz                               | Marie-Curie-Straße LageFlur: 7, Flurstück: 428/8 | |                                 | 136200 DDB |
| weitere Bilder                        | Altes Rathaus                           | Marktplatz 1 LageFlur: 1, Flurstück: 679 | Schon zur Klosterzeit hatte Lorsch eine eigene Dorfverfassung. Deshalb wird es auch eine Art Rathaus gegeben haben. Seit Mitte des 16. Jahrhunderts befand sich an der Stelle des heutigen Rathauses ein zweigeschossiger Fachwerkbau mit offener Kauf- und Versteigerungshalle im Erdgeschoss und großem Sitzungssaal im Obergeschoss. Nachdem das alte Rathaus Ende des 17. Jahrhunderts baufällig geworden war, wurde das neue Rathaus, so wie es heute dasteht, 1715 fertiggestellt. 1902 wurde ein Anbau angefügt. Im Erdgeschoss war bis 1953 das Spritzenhaus der Freiwilligen Feuerwehr untergebracht. Im oberen Stock des Rathauses befindet sich der repräsentative „Nibelungensaal“, der heute als Sitzungs- und Konzertsaal genutzt wird. Er ist mit umfangreichen Wandgemälden zu Ereignissen der Abtei Lorsch, die zeitweise der Status eines Fürstentums hatte, ausgestattet. | 1715                            | 136172 DDB |
| weitere Bilder                        | Gasthaus „Zum Weißen Kreuz“             | Marktplatz 2 LageFlur: 2, Flurstück: 81/3 | Weißes Kreuz, Gaststätte und Wohnhaus |                                 | 136185 DDB |
| „Wamsler’sches Haus“                  | „Wamsler’sches Haus“                    | Marktplatz 5 LageFlur: 1, Flurstück: 659 | |                                 | 136186 DDB |
| Wohnhaus                              | Wohnhaus                                | Moltkestraße 29 LageFlur: 10, Flurstück: 99 | |                                 | 136260 DDB |
| Einfriedung                           | Einfriedung                             | Moltkestraße 29 LageFlur: 10, Flurstück: 99 | |                                 | 136260 DDB |
| Alte Postbrücke                       | Alte Postbrücke                         | Neue Weschnitz (Gew. II) LageFlur: 22, Flurstück: 42 | Alte Postbrücke über die Weschnitz genau an der Grenze von Heppenheim zu Lorsch |                                 | 955852 DDB |
| weitere Bilder                        | Evangelische Pfarrkirche                | Nibelungenstraße 23 LageFlur: 2, Flurstück: 70/2 | |                                 | 136188 DDB |
| weitere Bilder                        | Kloster Lorsch, Torhalle                | Nibelungenstraße 28 LageFlur: 2, Flurstück: 76/2 | |                                 | 135974 DDB |
| weitere Bilder                        | Kloster Lorsch, ehemalige Klosterkirche | Nibelungenstraße 30 LageFlur: 2, Flurstück: 76/2 | |                                 | 135974 DDB |
| Kloster Lorsch, Klostermauer          | Kloster Lorsch, Klostermauer            | Nibelungenstraße 30 LageFlur: 2, Flurstück: 76/2 | |                                 | 135974 DDB |
| Kloster Lorsch, Kurfürstliches Haus   | Kloster Lorsch, Kurfürstliches Haus     | Nibelungenstraße 32 LageFlur: 2, Flurstück: 76/2 | |                                 | 135974 DDB |
| Kloster Lorsch, Forsthaus             | Kloster Lorsch, Forsthaus               | Nibelungenstraße 34 LageFlur: 2, Flurstück: 77 | |                                 | 135974 DDB |
| Kloster Lorsch                        | Kloster Lorsch                          | Nibelungenstraße 34 LageFlur: 2, Flurstück: 77 | |                                 | 135974 DDB |
| Kloster Lorsch, Zehntscheune          | Kloster Lorsch, Zehntscheune            | Nibelungenstraße 36 LageFlur: 2, Flurstück: 76/2 | |                                 | 135974 DDB |
| Wohnhaus                              | Wohnhaus                                | Nibelungenstraße 38 LageFlur: 2, Flurstück: 79 | |                                 | 136202 DDB |
| Haus Lorbacher                        | Haus Lorbacher                          | Nibelungenstraße 41 LageFlur: 2, Flurstück: 66/7 | |                                 | 136187 DDB |
| Kruzifix am Marktplatz                | Kruzifix am Marktplatz                  | Nibelungenstraße 41 LageFlur: 2, Flurstück: 66/7 | |                                 | 136194 DDB |
| weitere Bilder                        | Apotheke                                | Nibelungenstraße 43/41 LageFlur: 2, Flurstück: 65 | |                                 | 135989 DDB |
| weitere Bilder                        | Wohnhaus                                | Nibelungenstraße 56 LageFlur: 1, Flurstück: 208 | |                                 | 135990 DDB |
| Wohnhaus                              | Wohnhaus                                | Nibelungenstraße 65 LageFlur: 10, Flurstück: 183 | |                                 | 136002 DDB |
| Nebengebäude                          | Nebengebäude                            | Nibelungenstraße 65 LageFlur: 10, Flurstück: 183 | |                                 | 136002 DDB |
| Stephan-Jäger-Pavillon                | Stephan-Jäger-Pavillon                  | Platz am Pavillon LageFlur: 1, Flurstück: 68/5 | |                                 | 136003 DDB |
| Wohnhaus                              | Wohnhaus                                | Rheinstraße 4 LageFlur: 1, Flurstück: 579/1 | |                                 | 136180 DDB |
| Wohnhaus                              | Wohnhaus                                | Rheinstraße 10 LageFlur: 1, Flurstück: 569 | |                                 | 135991 DDB |
|                                       |                                         | Römerstraße 1 LageFlur: 1, Flurstück: 658 | |                                 | 135992 DDB |
| weitere Bilder                        | Katholisches Pfarrhaus                  | Römerstraße 5 LageFlur: 1, Flurstück: 656 | |                                 | 135993 DDB |
| Ehemalige Spar- und Leihkasse         | Ehemalige Spar- und Leihkasse           | Römerstraße 7 LageFlur: 1, Flurstück: 649/3 | |                                 | 135995 DDB |
| weitere Bilder                        | Wohn- und Geschäftshaus                 | Römerstraße 12 LageFlur: 2, Flurstück: 86/5 | | um 1730                         | 135994 DDB |
| weitere Bilder                        | Wohn- und Geschäftshaus                 | Schulstraße 3 LageFlur: 1, Flurstück: 675/2 | |                                 | 135996 DDB |
| Wohnhaus                              | Wohnhaus                                | Schulstraße 9 LageFlur: 1, Flurstück: 672/2 | |                                 | 135997 DDB |
| weitere Bilder                        | Katholische Pfarrkirche St. Nazarius    | Schulstraße 12 LageFlur: 1, Flurstück: 666/3 | |                                 | 136005 DDB |
| weitere Bilder                        | Altes Schulhaus                         | Schulstraße 16 LageFlur: 1, Flurstück: 665/3 | Hier stand Ende des 16. Jahrhunderts das erste Schulhaus von Lorsch. Um 1828 wurde es durch das jetzige Fachwerkhaus mit Schulmeisterwohnung ersetzt. Nach dem Bau der anschließenden drei Schulneubauten im 19. Jahrhundert wohnte hier der Schuldiener. Seit 2002 beherbergt es die Kurpfalz-Bibliothek. Die Kurpfalz-Bibliothek „Heinrich Vetter“ ist eine wissenschaftliche Präsenzbibliothek zur Erforschung der regionalen und lokalen Geschichte der Kurpfalz und der heutigen Metropolregion Rhein-Neckar. | um 1828                         | 136195 DDB |
| Wohnhaus                              | Wohnhaus                                | Schulstraße 17 LageFlur: 1, Flurstück: 207/1 | |                                 | 136176 DDB |
| Wohn- und Vereinshaus                 | Wohn- und Vereinshaus                   | Schulstraße 19 LageFlur: 1, Flurstück: 214/1 | |                                 | 136177 DDB |
| Grenzsteine ohne Nr.                  | Grenzsteine ohne Nr.                    | Stiftstraße LageFlur: 1, Flurstück: 639/3 | |                                 | 136198 DDB |
| weitere Bilder                        | Verwaltung, Nebenstelle                 | Stiftstraße 1 LageFlur: 1, Flurstück: 637/1 | |                                 | 136268 DDB |
| Wohnhaus                              | Wohnhaus                                | Stiftstraße 10 LageFlur: 1, Flurstück: 179/2 | |                                 | 135973 DDB |
| weitere Bilder                        | Hofreite, Wohnhaus                      | Stiftstraße 18 LageFlur: 1, Flurstück: 184 | |                                 | 135998 DDB |
| Bild gesucht BW                       | Hofreite, Hof                           | Stiftstraße 18 LageFlur: 1, Flurstück: 184 | |                                 | 135998 DDB |
| Hofreite, Scheune                     | Hofreite, Scheune                       | Stiftstraße 18 LageFlur: 1, Flurstück: 184 | |                                 | 135998 DDB |
| Wohnhaus                              | Wohnhaus                                | Stiftstraße 19 LageFlur: 1, Flurstück: 230/3 | |                                 | 135999 DDB |
| Wohnhaus                              | Wohnhaus                                | Stiftstraße 28 LageFlur: 1, Flurstück: 396 | |                                 | 136000 DDB |
| weitere Bilder                        | Wattenheimer Brücke                     | Weschnitz LageFlur: 3, Flurstück: 92 | Die Wattenheimer Brücke ist ein historisches Bauwerk aus dem späten 18. Jahrhundert im Süden des Hessischen Rieds, das bei der Stadt Lorsch über den Fluss Weschnitz führt. Die Wattenheimer Brücke liegt an einem Schnittpunkt zweier wichtiger Altstraßen. Dies und der Lebensraum im Umkreis der Brücke, mit ausreichenden Ackerbau- und besten Sammel-, Jagd- und Fischfangmöglichkeiten, sorgten dafür, dass hier Menschen schon in vor- und frühgeschichtlicher Zeit siedelten. Die Bodenfunde an der Brücke reichen von der Jungsteinzeit bis zur Römerzeit. So wurden aus der Jungsteinzeit (3000–1800 v. Chr.) ein Beil, eine Pfeilspitze, eine Hacke und ein Vorratsgefäß gefunden. Aus der Römerzeit fand man unter anderem eine Münze mit dem Abbild von Kaiser Nerva, datiert auf 96–98 n. Chr. An der Wattenheimer Brücke wurden Reste einer römischen Sumpfbrücke entdeckt.   | spätes 18. Jh.                  | 135975 DDB |
| Weschnitzbrücke                       | Weschnitzbrücke                         | Weschnitz (bei Bensheimer Straße) LageFlur: 16, Flurstück: 117 | Eisenbahnbrücke über die Weschnitz |                                 | 136264 DDB |
|                                       |                                         | Wilhelmstraße 24/24a LageFlur: 11, Flurstück: 290/3, 290/4 | |                                 | 136001 DDB |
| weitere Bilder                        | Distriktsteine an der Weschnitz         | Zwischen den Bächen LageFlur: 20, Flurstück: 33 | |                                 | 136197 DDB |